# Georg Nitsch

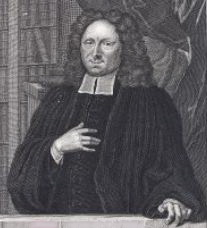
Georg Nitsch

Georg Nitsch (auch: Nitsche, Nitschius; * 12. März 1663 in Altstrelitz; † 20. November 1729 in Gotha) war ein deutscher evangelischer Theologe.

## Leben
Der Sohn eines Uhrmachers und Kaufmanns, der im 12. Lebensjahr von Nitsch verstarb, hatte die Schule seiner Heimatstadt, sowie die Schulen in  Prenzlau, Stralsund und Brandenburg besucht. Seine Lebensverhältnisse besserte er durch Singen in der Kurrende und als Hilfslehrer auf. Am 10. März 1684 nahm er ein Studium an der Universität Wittenberg auf, wechselte im selben Jahr an die Universität Leipzig und 1685 an die Universität Jena.
1692 ging er nach Wolfenbüttel, erhielt dort durch den Herzog Anton Ulrich eine Hofkollaborateur und übernahm 1693 das Pfarramt an der gotteslagerschen Kirche daselbst. Mehrere Jahre predigte er in einem engen Raume über dem Kaiserthore, bis 1700 eine neue Kirche für seine Gemeinde erbaut wurde. Ihm gefiel es in dieser Stellung so sehr, dass er 1706 einen Ruf nach Hannover und 1708 einen zweiten nach Halberstadt ausschlug. Schließlich folgte er 1709 einen Ruf als Generalsuperintendent und Konsistorialassessor nach Gotha. Fast genau ein Jahr später, am 10. November 1710, hielt er dort seine Antrittspredigt und blieb diesem Amte bis zu seinem Tode.
Nitsch war ein gebildeter Mann und wenig zänkisch in seiner theologischen Einstellung. Dennoch verhehlte er nicht seine Meinung. So sprach er sich kritisch aus, als Elisabeth Christine von Braunschweig-Wolfenbüttel zum Zweck der Hochzeit mit dem späteren Kaiser  Karl VI. zum katholischen Glauben konvertierte. Als guter Kanzelredner, hatte er sich vorzugsweise auf dem Gebiet der Erbauungsliteratur einen Namen gemacht. So hat er, abgesehen von einzelnen Predigten und Sendschreiben, umfangreiche Bücher herausgegeben.

## Familie
Verheiratet war Nitsch viermal. Seine erste Ehe schloss er 1691 in Braunschweig mit Clara Sophia Fine. 1693 schloss er seine zweite Ehe mit Catharina Maria (* 11. Dezember 1676 in Wolfenbüttel; † 11. Juli 1710 in Gotha), die Tochter des Lieddichters und Juristen Gottfried Wilhelm Sacer (* 11. Juli 1635 in Naumburg; † 8. September 1699 in Wolfenbüttel). Das dritte Mal hatte er am 18. Oktober 1712 in Erfurt Joannette, die Tochter des Hofrates Johann Jacob Schmid (Schmidt) und der Martha Sophia Menius. Seine vierte Ehe ging er in Arnstadt am 14. Mai 1715 Anna Regina, die Witwe des Küchenmeisters Johann Caspar Schröpfer, der Tochter des Archidiakon in Arnstadt Johann Quirius Hedenus ein. Von seinen fünf Töchtern kennt man:
- Maria Sophia Nitsch (* 21. Oktober 1700 in Wolfenbüttel; 19. Januar 1734 in Waltershausen) verh. 17. Januar 1719 in Ichtershausen Johann Caspar Büchner
- Elenora Catharina Nitsch verh. 6. Juni 1724 in Gotha mit dem Diakon in Eisenach Johann Valentin Schramm
- Christina Maria Nitsch verh. 29. Mai 1725 in Gotha mit dem Kammersekretär Teutschebach
- Christina Nitsch verh. 23. Januar 1731 in Arnstadt mit dem Regierungssekretär Johann Wilhelm Ernesti

## Werke
- Alterna Dei, Gottes Eins um’s Andere. 1695; neue Aufl. 1720
- Tractat über Psm. 71, 20; „Theologische Sendschreiben“ 3 Bde., 1698
- Axiomata sacra. 1709; neue Aufl. 1722
- Beantwortung der Frage, ob die Schrift Gott selber sey. 1714
- Ausführliche Antwort auf das Schediasma, so J. A. Knoblach gegen seine Schrift: Ob die Schrift Gott selber sey, herausgegeben. 1715
- Mysta in l'alpito simplex. In: Theologische Dissertation von der Einfalt, welche ein Prediger auf der Kanzel gebrauchen soll. 1716
- Das Ausgehen der Gläubigen. 3 Teile. 1720–1732 (eine Sammlung von Leichenreden)
- Praxis mortificationis carnis. 1725